# Horrorschocker
Das Comicmagazin Hammerharte Horrorschocker, kurz meist Horrorschocker, erscheint seit 2004 als Horrorcomic-Anthologie im Verlag Weissblech Comics. Die ersten sechs Hefte erschienen zweimonatlich, seit der siebten Ausgabe erscheint die Serie drei- bis viermal im Jahr. Jedes Heft enthält zwei bis fünf Kurzgeschichten mit einem Umfang von drei bis zwanzig Seiten.

## Rahmenhandlung
Im Stil klassischer amerikanischer Horrorcomicserien wie den Geschichten aus der Gruft wird jedes Heft auf einer Splash Seite durch einen Erzähler anmoderiert. Dabei handelt es sich um Charon, den Fährmann über den Styx, der, so der Rahmen der Serie, die Geschichten der Verstorbenen erzählt. Er taucht auch im Heft am Anfang und Ende mancher Episoden auf und ist ab Ausgabe 4 Mittelpunkt der Reihe Geschichten vom Schwarzen Fluss, die in unregelmäßigen Abständen immer wieder in den Heften veröffentlicht wird. Auch die Seite mit Ankündigungen und Leserbriefen spielt mit ihrem Titel ... über den Styx ... darauf an.

## Nebenserien und andere Veröffentlichungen
Begleitend zur regulären Serie erschienen bei Weissblech Comics:
- Horrorschocker Sammelband (2005, Kompilation nicht verkaufter Exemplare der Erstauflagen der Hefte 1–3[2])
- Horrorschocker Extra-Album (drei Ausgaben, 2006–2008)
- Horrorschocker Grusel Gigant (seit November 2016), Nachdruck vergriffener Comics
- Gratis-Ausgaben im Zuge des Gratis-Comic-Tags sowie der Leseprobenreihe WC-Mini[3]
- Eine App fürs iPad

## Autoren und Zeichner
Eine Besonderheit der Serie ist, dass die Geschichten fast ausschließlich von deutschsprachigen Comiczeichnern und Autoren produziert werden. Besonders häufig vertreten sowohl als Autor als auch als Zeichner ist der Herausgeber der Serie Levin Kurio. Lediglich das Extra Album 2 brachte mit Der Chirurg Lizenzmaterial des schottischen Verlages Rough Cut Comics. Einige der Geschichten wurden zudem (teilweise zuvor) im englischsprachigen Heavy-Metal-Magazin veröffentlicht, stammen jedoch von deutschsprachigen Künstlern. Zu nennen sind hier Mutterliebe (OT: A Mother's Love) von Josef Rother (Text) und Eckart Breitschuh (Zeichnung) in Ausgabe 6 sowie Rabizus Reich von Levin Kurio (Text) und Klaus Scherwinski (Zeichnungen). In letzterem Fall handelt es sich aber nicht um eine übersetzte Lizenzarbeit, die Geschichte erschien zuerst im April 2007 in Horrorschocker 13, im September 2008 im Heavy Metal Magazin.
Mitwirkende
- Autoren: Boris Koch, Joseph Rother, Yann Krehl, Falko Kutz
- Autoren und Zeichner: Michael Vogt, Eckhart Breitschuh, Till Lenecke, The Lep
- Zeichner: Carsten Dörr, Geier, Roman Turowski, Klaus Scherwinksi, Rainer F. Engel